# 호세이대학 학생회관

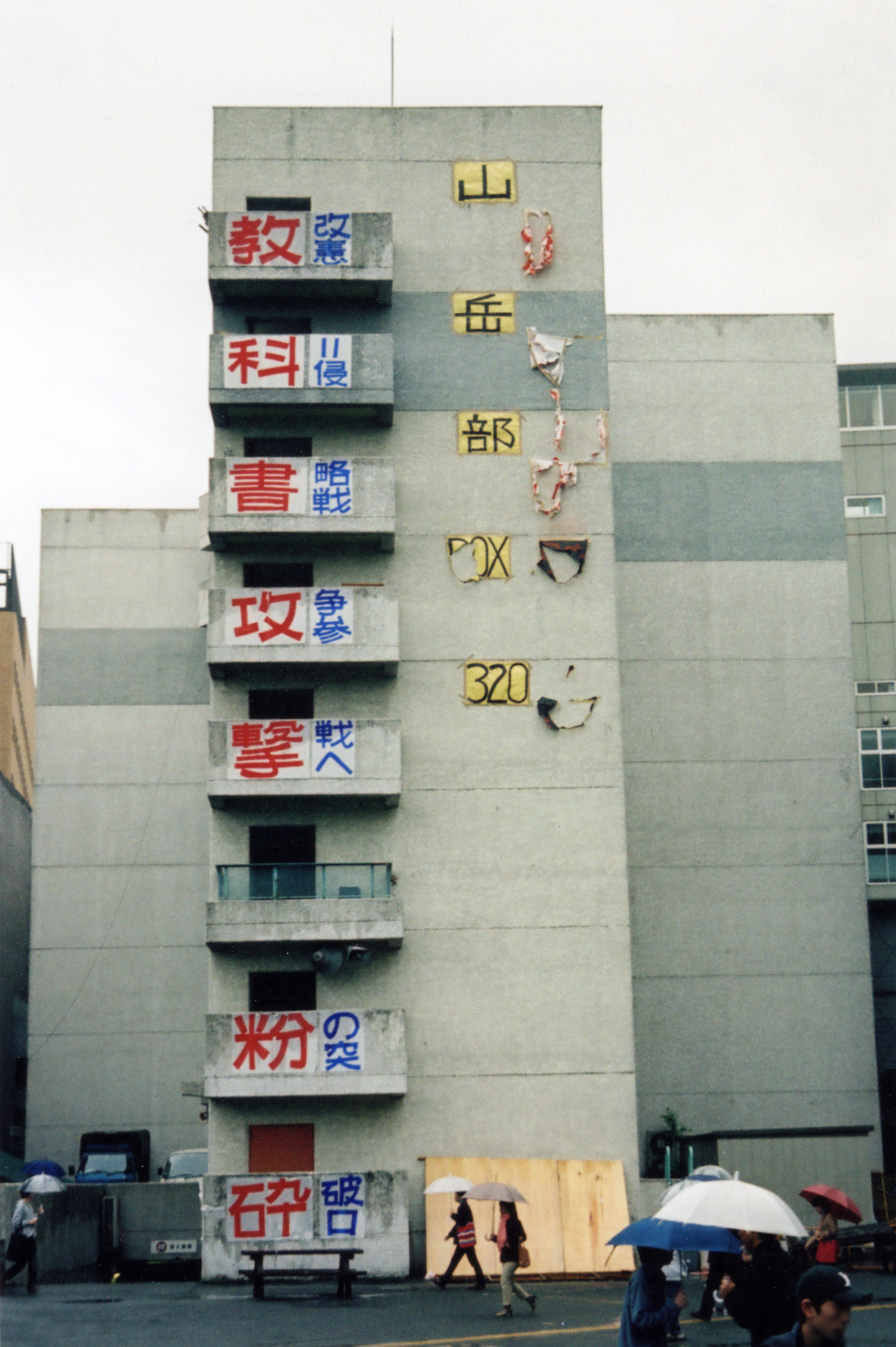
“교과서 공격 분쇄” 2001년 사진.

호세이대학 학생회관(일본어: 法政大学学生会館 호세이다이가쿠가쿠세이카이칸[*])은 1973년부터 2004년까지 호세이대학 이치가야캠퍼스에 소재했던 건물이다. 2004년 12월 철거되었다.
1973년(쇼와 48년) 8월 준공되었다. 설계자는 카와하라 이치로. 본부동과 홀동으로 구성되었다. 철근콘크리트조에 지하 2층 지상 8층, 연면적 1만 1219 제곱미터. 건설되기 전에는 배구장 부지였다. 본부동은 통칭 박스동이라고 불렸으며, 각 동아리 활동 부실이 위치하여 학생운동(호세이대학 전학련)의 거점이 되었다. 홀동에는 음악연습실, 식당, 대강당, 화실(일본식 다다미방), 자동차 동아리의 차고가 있었다. 이 건물은 호세이대 문화연맹 등 좌익단체들이 투쟁한 결과 학교측으로부터 관리권을 이양받아 학생들의 “자주관리”가 실현된 건물이었다.
2001년경부터 노후화가 진행되다가, 2004년 공수도 동아리방에서 누전이 원인이 된 화재가 발생해 출입이 금지되었다. 학생들이 학관 사용 재개를 위해 활동했으나, 동년 7월 전학설명회에서 학생회관 철거가 발표되었다.
호세이대 학생회관은 학생자치의 거점으로서 대학본부의 눈엣가시였기에 원래부터 철거를 벼르고 있었지만, 중핵파의 보복이 두려워 실현되지 못하고 있었다. 그러나 화재사고 당시 총장 키요나리 타다오는 좌익단체들이 이미 쇠망하여 보복이 가능할 만큼의 세력을 갖고 있지 못하다고 판단하여 학생회관 철거를 강행, 성사시켰다.
학생회관 터에는 소토보리교사(外濠校舎)라는 건물이 건설되었다. 교실과 강당, 편의점이 들어선 일반적인 대학 시설로서, 과거의 학생회관과 같은 학생자주관리는 존재하지 않는다.